# Икономика на Пловдив
Пловдив е един от основните икономически центрове в България.

## История
Централната железопътна гара Пловдив е открита през 1870 г. като част от линията Любимец – Белово. Първата сграда на гарата е построена през 1873 г. Тогава тя се е намирала на два километра южно от града. Скоро след това до нея започва да се изгражда спиртна фабрика от швейцареца Кристиан Август Бомонти.
Началото на обработката на тютюн в Пловдив започва през 1872 г., когато 15-годишният Мъгърдич Томасян, открива в неговия магазин в Капана специално отделение за рязане на тютюн. После се сдружава с Кеворк Гарабедян и двамата създават работилницата „Златен лев“. Съдружниците обзавеждат помещение за рязане и продажба на тютюн в големия Станчов хан до река Марица.

### След Освобождението
На 3 септември 1878 г. на втория етаж на Куршум хан е открит пловдивският клон на Банк Отоман – Цариград и за директор е назначен французинът Крозие. На 7 август 1879 г. е открита тютюневата фабрика „Орфей” на Х. Николов и Сие. На 9 ноември 1879 г. в Пловдив е осъществено първото градско телефонно съобщение в България.
На 6 февруари 1881 г. официално се поставя началото на Пловдивската общинска пожарна команда. От 1 март 1881 г. метричната система за теглилки и мерки става задължителна в Източна Румелия, а на 19 март 1881 г. в Пловдив е открита градска поща за изпращане на обикновени писма и пратки в града, областта Източна Румелия и извън нея.
Двама швейцарци с немски произход – Рудолф Фрик и Фридрих Сулцер, които пристигат на Балканите през 1870-те години и работят като механик и машинист в депото на Баронхиршовата железница. По това време срещат предприемача Кристиан Бомонти - швейцарец с италиански произход, който притежавал вече пивоварна в Цариград и изграждал спиртоварна в Катуница. През 1879 г. тримата решават да стартират производството на бира. Тримата швейцарци започват да търсят подходящо място за строеж на пивоварна. Избират Каменица тепе - зелено мочурище с постоянно бликаща леденостудена вода. През 1881 г. те регистрират търговската марка за бира Каменица, и това се смята за началото на пироварната индустрия в България. Бомонти инвестира в бизнеса на Фрик и Сулцер и през 1882 г. официално регистрират компанията „Фрикъ и Сулцеръ Пивоварница „Каменица“. На 7 декември 1882 г. започва дейност спиртна фабрика на италианската фамилия Бомонти, а на 13 декември се издигат първите сгради на пивоварната фабрика. На 9 юли 1884 г. е основана първата сапунена фабрика „Родопска пчела“, разположена в южната част на Пловдив.
Пивоварната фабрика „Лаушман и Джевизов“ е основана през 1887 г. в пловдивското село Коматево от германеца Фридрих Лаушман в съдружие с български търговци. Тогава пивоварната притежава и инсталация за изкуствен лед.
През 1889 г. Никола Либенов, Никола Дерменджопулос, Полимерис Димитриядис и Константин Манджанидис създават тютюнева работилница „Слънце“. През следващата година събирателно дружество „Орел“ на Димитър Ставридис и Димитър Маринов открива също работилница, където първоначално се обработвал само рязан тютюн. Първата памукотъкачна работилница в Пловдив е основана през 1890 г.
- Фабрика за спирт и ориз на А. Бомонти
- Пивоварна „Каменица“ на Фрик & Сулцер
- Фабрика за въжа на Д. Г. Арнаудов & С-ие
- Българско акционерно кариерно дружество

На 18 септември 1891 г. открит е новият водопровод в Пловдив, който докарва планинска вода от Родопите. Това е така наречения „Сотирски водопровод“. През 1892 г. тридесетгодишният тогава Антон Папазов създава в Пловдив фабрика за парфюми и сапуни. Папазов е потомък на известния казанлъшки род Папазоглу, който още през 1820-те години е успял да превърне производството на розово масло в успешен бизнес.
На Първото българско изложение през 1892 г. в Пловдив Първа българска парфюмерийна фабрика „А. Папазов“ получава златен медал. Изложението е организирано като еднократно събитие. Изложението достига обща площ 80 000 m², участниците са от 24 различни страни. За двата месеца и половина на панаира павилионите му са посетени от над 160 хил. души. Българските изложители показват успехите си в копринарството, винарството, тютюнопроизводството, текстилната промишленост, производството на етерични масла, кожухарството, растениевъдството. По време на изложението за пръв път в България е демонстрирано електрическо осветление и телефонна връзка (със София), организирани са големи художествена и етнографска изложба. В чуждестранните павилиони силно впечатление правят техническите новости – електрически крушки, фонографът на Томас Едисън, оръжието на германската фирма „Круп“. Така на 23 август 1892 г. в Пловдив светват първите електрически крушки и по време на изложението се състои първата колективна картинна изложба в България.
- Парадният вход на Пловдивското изложение през 1892 г.
- Изглед от Пловдив в дните преди откриването на изложението
- Павилионът на „Д. Ставридис и сие“ от Пловдив
- Унгарският павилион

Карло Алберти Вакаро се установил в Пловдив непосредсвено след Освобождението с намерение да продава земеделски машини на българите. На Първото българско изложение в Пловдив през 1892 г. покава техника от САЩ, Германия, Чехия, Австрия. Някои го наричат „баща на българското модерно земеделие”.
На 11 юни 1895 г. в залата на Народната библиотека и музей се провежда учредително събрание на Пловдивската търговско-индустриална камара. Избрано е бюро с председател Нестор Абаджиев и подпредседател Костаки Пеев. За секретар е назначен Янко Чакалов. Съгласно приетия правилник камарата има четири секции – търговска, занаятчийско-индустриална, земеделска и финансова. Търговско-индустриалните камари скоро се превръщат в стопанска институция с изключително ползотворна дейност и в продължение на десетилетия активно присъстват в икономическия живот на Пловдив и България.
През 1896 г. Павел Калпакчиев се установява в Пловдив и с парите от зестрата на съпругата си на юг от жп линията на площ от 477 дка изгражда фабрика за тухли и керемиди. През 1907 Павел Калпакчиев дарява тухли за новата сграда на гара Пловдив.
На 17 юни 1898 г. започва работа фирма „Лазар Велегонов“ за леене на камбани. През 1900 г. във всички тютюневи фабрики в Пловдив се произвеждат и цигари. На 13 април 1906 г. се създава Областна ветеринарна служба в Пловдив. На 25 октомври 1906 г. Пловдивският общински съвет взема решение за отдаване на концесия добива на каменен материал от хълмовете на дружество „Изида“. На 7 април 1908 г. започва дейност първата в България фабрика за консерви на Пантелей Генов.
През 1901 г. Вакаро се насочил към тютюневата промишленост. На базата на бившата фабрика „Ставридис“, той създава в Пловдив най-голямото, модерно и добре оборудвано тютюнево предприятие в България. Заради силната конкуренция на 29 юли 1909 г. Вакаро основава акционерното дружество „Съединени тютюневи фабрики“, известно по-късно като „Картела“. Това дружество обхваща две трети от тютюневата промишленост в страната и около 35% от обработката на тютюна. Неговият син Едмондо Вакаро открива първия модерен киносалон в Пловдив - легендарното кино „Екзелсиор”.
На 16 септември 1910 г. открито е Средно търговско училище при Пловдивската Търговско-индустриална камара. През 1911 г. салонът на хотел „Шести август“, използван преди това за представления и кинопрожекции, е превърнат на тютюнев склад от Едмондо Вакаро.

### След Първата световна война
През 1920-1923 г. Димитър Кудоглу строи свой тютюнев склад в Пловдив, печалбите от който, той дарява за благотворителни цели. С неговите средства са открити 11 безплатни трапезарии, детска градина и др. А през 1926 г. в Пловдив отваря врати Дом на благотворителността и народното здраве, издъжан от приходите на скалда. През 1923 г. в Пловдив съществуват 30 тютюневи фирмите, които разполагат с 32 склада за манипулация и съхраняване на тютюни, от които 20 са построени за тази цел.
Фирма АКА – съкращение от Анастас Куцооглу – Амстердам, е една от най-големите в България. Куцооглу е също известен блгодател в Пловдивско. Той е основател на безплатна трапезария за ученици в Асеновград. С дарените от него 4 млн. златни лева е построена жп линията Пловдив-Асеновград през 1927 г. Сградата на склада на Куцооглу на ъгъла между ул. „Иван Вазов“ и „Авксентий Велешки“ дълги години е централа на Цигарената фабрика в Пловдив.
През 1929-1930 г. в Пловдив стотина фирми и индивидуални предприемачи се заявяват като тютюнотърговци. Тогава районът между улиците „Иван Вазов“, „Христо Ботев“, „Авксентий Велешки“, между Централна и Сточна гара се превръща в истинско тютюнево градче.
На 15 ноември 1927 г. е открит първата българска фабрика за болтове и гайки на братя Цанови в Пловдив. На 18 ноември 1927 г. започва електрификацията на Пловдив от немската фирма „Бергман“. На 19 декември 1927 г. е тържествено осветен новия Кооперативен дом „Левски“ в Пловдив. На 19 февруари 1933 г. е открит ресторант на пловдивското „Сахат тепе“, съборен през 1975 г.
На 4 март 1933 г. в Пловдив се открива Промишлена изложба в новопостроената сграда на Промишленото училище е организирана Национална стопанска изложба. Изложителите са 424. С постановление на Министерския съвет от 16 май 1934 г. Пловдивският панаир е признат за постоянен и единствен в България за търговия на едро. През 1936 г. поредният мострен панаир в Пловдив е обявен за международен. Тогава освен над хиляда български фирми в Панаира взимат участие и 385 чуждестранни.
На 6 юли 1936 г. първите омнибуси на Общинското предприятие за транспорт тръгват по линията Гара Пловдив – Гара Филипово. На 22 юли 1934 г. е открит новият ресторант на „Хълма на освободителите“, емблематичен за Пловдив до края на ХХ в. На 23 октомври 1938 г. е освещаването на новите Градски хали, построени върху площа на бившия Куршум хан.
Тютюнопреработката в достига своя апогей по време на Втората световна война.

### След Втората световна война
През 1947 г. по силата на гласувания от Великото народно събрание Закон за учредяване в България на държавен тютюнев монопол складовете, съоръженията, машините и инвентарът на 81 чуждестранни и български фирми в Пловдив стават държавна собственост. На тази база се създава предприятието „Държавен тютюнев монопол“, което започва да работи от 1 юни 1947 г. На национално ниво се създава „Булгартабак“ като индустриална и търговска компания.
През 1947 г. производството на „Каменица“ достига 50 000 хектолитра на година. Тогава тя е национализирана и преименувана на Пивоварна „Родопи“, която става част от системата на държавното обединение „Винпром“. През 1948 г. парфюмерийна фабрика „А. Папазов“ е преватизирана и се нарича „Аленмак“. От 1948 до 1990 г. то е едно от малкото в Пловдив, което е на самоиздръжка.
На 3 септември 1949 г. са завършени първите палати, административната сграда и кулата на комплекса на Международния панаир в Пловдив.
През август 1952 г. в Пловдив се обединяват няколко текстилни фабрики - фабрика за памучни произведения „Дъб“ и памуко-предачна фабрика „Пловдивска прежда“ и др., съществуващи на територията на града, в единно текстилно предприятие, свързвайки всички цикли на производството и започва изграждането на нова производствена база върху 8,5 дка. По-късно предприятието е наречено Текстилен комбинат „Марица“ и се пускат в експлоатация нови мощности за производство на платове за ризи, спортно облекло, конфекция за битов текстил и др.
През 1950-те години започва тежката индустриализация в Пловдив. През 1950 г. в Пловдив е създаден Автомобилен завод „Васил Коларов“. Първият мотокар е представен през 1965 г. Пловдивският завод е преименуван на Завод за електрокари и мотокари „Рекорд“ през 1967 г. През 1953 г. започва да разботи Обувен завод „Петър Ченгелов“. На 15 март 1953 г. в Пловдив е създаден Трактороремонтен завод. Първият електродвигател в завода е произведен на 20 януари 1961 г. От същата година предприятието се обособява като Завод за асинхронни електродвигатели.
На 24 декември 1961 г. тържествено е открит Комбинат за цветни метали край Пловдив. През 1962 г. е основан Стъкларският завод „Дружба“.
На 6 септември 1963 г. в Пловдив е открит Електроапаратурен завод. По-късно прераства в комбинат Електроапаратурни заводи, в който са включени Научнопроизводствено предприятие „КАМ“, Комбинат „КАМ“, Заводът за сензори, Заводът за силова електроника, Българо-съветското смесено предприятие „Автоелектроника“, апаратурните заводи в Асеновград, Елхово, Харманли, Ивайловград, Перущица, Брезово, Петрич и на три площадки в Пловдив – Инструментален завод „Балкан“, Апаратурен завод „Искра“ и Завод за електроавточасти.
Nа 20 август 1966 г. е подписан договор между тогавашния шеф на френската фирма „Рено“ Морис Бадиш и инж. Емил Разлогов - генерален директор на сформираното за целта в България Държавно стопанско предприятие „Булет“. Договорът е за сглобяване, монтаж, техническа помощ и продажба на 10 хиляди автомобила годишно, а според моделите продажните цени са между 1440 и 1540 долара. Първото „Булгаррено“ е сглобено във военния завод в Казанлък, след това поточната линия е пренесена в Пловдив. Първоначално сглобките се правят в една от панаирните палати, а после в специално построено хале на Асеновградско шосе. До 1970 г. когато следката е прекратена са произведени 6700 автомобила.
На 17 септември 1966 г. е открит Заводът за безалкохолни напитки. Той е построен за по-малко от година. Заводът е първият в системата на СИВ, който започва производство на Кока кола. Главна заслуга за това има Георги Найденов - генералният директпр на Външнотърговското предприятие „Тексим“. В сградата на предприятието е монтирана първата алуминиева дограма в Пловдив и е сложен мокет.През 1969 г. в трите цена на завода са произведени 223 милиона бутилки газирани напитки и 58 милиона бутилки газирана вода. Преприятието е първото в България със собствен превоз за работниците.
Заводът за запаметяващи устройства е създаден със секретно постановление 51 на Министерския съвет от 19 ноември 1968 г., като „Завод за периферна техника“, заедно с още седем завода за производство на изчислителна техника. През 1968 г. започва работа Заводът за пишещи машини. Там се произвеждат едни от най-масово използваните през 1970-те и 1980-те г. устройства – пишещи машини „Марица“.
На 19 август 1979 г. започва строежът на Стоманолеярен завод край град Раковски и на 14 юни 1982 г. е направена първата отливка в завода.
Завод за лазерна техника в Пловдив е създаден през 1980 г., по-късно прераства в комплекс Оптоелектроника, лазерна техника и лъчеви технологии. През 1986 г. Завод за лазерна техника е преструктуриран като Стопанско обединение „Оптични технологии“ и е създаден Институт по лазерна техника и оптика „Квант“.

### След Политическите промени през 1989 г.
През 1991 г. Текстилен комбинат „Марица“ е преименуван на „Марицатекс“ ООД. Две години по-късно е пререгистриран като „Марицатекс“ ЕООД, а от 1997 г. е „Марицатекс“ АД. Производството на дружеството рязко спада и се затварят десетки външни пазари.
През 1996 г. е обосовена индустриална зона „Марица“ с първи инвеститор – „Фереро България. През 1997 г. държавната фирма „Оптични технологии“ е приватизирана и е трансформирана в публично акционерно дружество „Оптела – лазерни технологии“ със 100% частен капитал. През 1996 г. Стоманолеярният завод край град Раковски е обявен в несъстоятелност.
Πpeз 1998 г. „Барек Овърсийз Лимитид” пpидoби плoвдивcĸoтo пpeдпpиятиe „Дpyжбa“ и формира Дpyжбa cтъĸлapcĸи зaвoди AД като ocнoвeн пpoизвoдитeл нa cтъĸлeни бyтилĸи и бypĸaни зa xpaнитeлнaтa пpoмишлeнocт в Бългapия и peгиoнa.
През 2005 започва изграждането на Индустриална зона „Раковски“, с основни инвеститори: „АББ България“, „Магна Пауъртрейн“, „Кауфланд“, а три години по-късно е обосовена и Индустриална зона „Куклен“. През 2008 г. електроапаратурният завод е обявен в несъстоятелност.
На практика „Марицатекс“ функционира като текстилно предприятие до 31 август 2010 г. Текстилното производство в Пловдив се съживява през 2011 г., от друга фирма с приблизително същото име „Марицатек“. Дружеството е закупило терен и сгради принадлежащи на текстилния комбинат „Марица“.
През 2012 г. шест индустриални зони в девет общини и два клъстера са обединени в Индустриална зона Тракия.
„БА Глас“ пpeз 2017 г. пpидoби „Дpyжбa cтъĸлapcĸи зaвoди“ AД. Фaбpиĸaтa в Πлoвдив e нaй-гoлeмият пpoизвoдитeл нa aмбaлaж в Югoизтoчнa Eвpoпa.
- „Био Фреш“ в Индустриална зона „Марица“
- „АББ“ в Индустриална зона „Раковски“
- Заводът на „Сенсата Технолоджис“ близо до Пловдив